# 機械舞

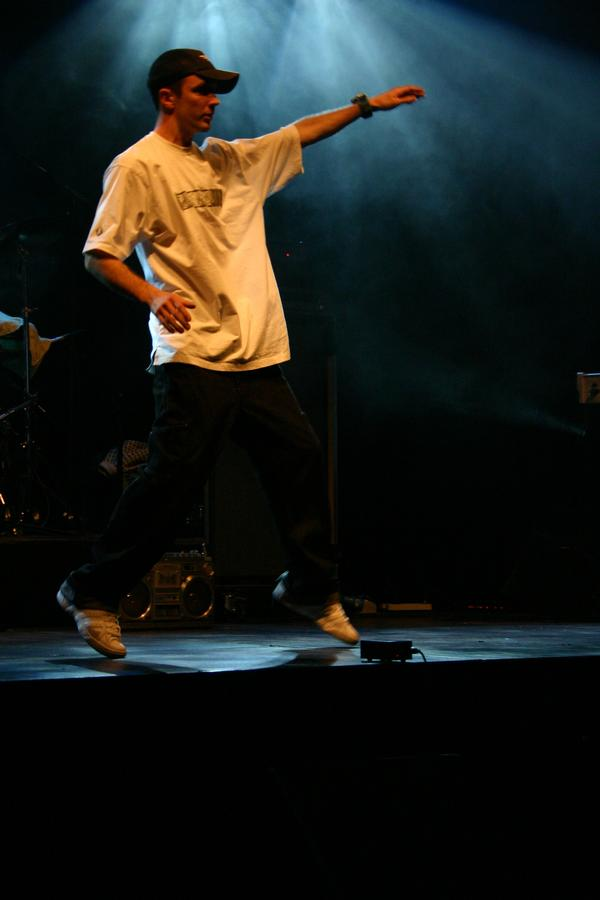
popping的表演（Stefan Bootin）

機械舞（英語：Popping）是放克舞蹈和街舞中的一種風格，是一種藉由肌肉迅速地收縮與放鬆的技巧，從而使舞者產生一種在震動的感覺。這種技巧稱作「pop」或「hit」，並會配合「wave」及「isolation」等技巧，舞者會以多種不同的動作和姿勢來配合歌曲的節奏以及重拍。Popping舞者又被稱為「popper」。
「Popping」也可泛指幾種相關的舞蹈風格及技巧，這些舞風與技巧常常融合在機械舞中，讓舞蹈做出更多的變化，但這些不等於機械舞，機械舞只是其中一種較為人熟悉的風格，popping裡面還混合了許多不同的元素。
一般認為這種舞蹈在1970年代時起源於加州弗雷斯诺，而靈感源自於鎖舞。
就像其他街頭舞蹈一樣，popping也常進行舞鬥，參賽者在人群前面展現舞技擊敗挑戰的舞者或舞團。這時就有機會見識到舞者在表演中不常出現的即興動作，或做出與參賽者或觀眾的互動。
今天，popping在某種程度上也和嘻哈和電子舞蹈互相影響和結合。
popping在中文裡常俗稱為「機械舞」，這種稱呼在字面上容易與「機器人」舞混淆。實際上真正的「機械人」舞風（所有動作表現力求模仿機器人、以發條或電力等啟動之假人、活動雕像等），是另一種同屬放克領域之舞蹈風格，經常與popping結合展現，稱作「robot」。

## 歷史
在1970年代晚期，一個來自美國加州的機械舞團「The Electric Boogaloos」（早期被稱為「Electronic Boogaloo Lockers」）對機械舞的推廣貢獻良多，一部份是由於他們在電視節目「靈魂列車」上的表演。
The Electric Boogaloo自己宣稱大約在1975年至1976年間，舞團創始人山姆·索羅門（Sam Solomon，又稱Boogaloo Sam）在受到鎖舞先鋒團體「The Lockers」團體以及1960年代流行的熱門舞蹈（fad dance）「the jerk」的啟發後，發明了一組舞步，也就是現今所稱的機械舞。在跳舞時，山姆在每次彎曲肌肉時都會說「pop」這個單字，最後這種舞蹈就被稱為「popping」”Many confirm the Electric Boogaloos' story that Boogaloo Sam came up with the basics of popping.。”
其他密切相關的舞蹈風格，例如機器人舞等被認為在機械舞之前就已經存在，而也有說法認為早在The Electric Boogaloo成立之前的1960年代晚期，機械舞就已經以某種形式存在於加州奥克兰，並且這種舞蹈風格也無法回溯到任何特定的人或團體。
主流媒體將機械舞及其相關舞步的風行歸功於《Breakin'》等電影，但也因為將所有這些舞蹈風格都被稱為地板舞（breakdance），進而產生了名稱上的混淆。迈克尔·杰克逊也帶動了機械舞的流行，他的舞步動作如太空步（月球漫步）等都十分為人所知。但這也造成了另一個名稱上的混淆，由於「月球漫步」這個舞步在迈克尔·杰克逊掀起流行前，早就以「backslide」（後滑）的名稱出現在機械舞的動作中。The Electric Boogaloo自己認為：「當山姆創造出機械舞和波加洛舞（Boogaloo）時，其他人也在創造並練習自己的獨特舞風。在當時（美國）西岸每一個不同的區域都以自己獨特的風格聞名，而每一種風格背後都有一個屬於自己的精彩故事。而這些區域也包括了奥克兰、沙加緬度和舊金山。」

## 音樂
起源於 1970 年代後期的放克時代，流行音樂通常伴隨著放克和迪斯科音樂跳舞。受歡迎的藝術家包括 Zapp、Dayton、Dazz Band 和 Cameo。在 1980 年代，許多流行音樂人也使用電子音樂，其中包括 Kraftwerk、Yellow Magic Orchestra、Egyptian Lover 和 World Class Wrecking Crew 等藝術家。 1980 年代流行音樂人也使用了更多主流嘻哈音樂，包括 Afrika Bambaataa、Kurtis Blow、Whodini 和 Run DMC。如今，流行音樂隨著現代嘻哈（通常是抽象/器樂嘻哈）和各種形式的電子舞曲（如 dubstep）等更現代的音樂流派跳舞是很常見的。
通常受到青睞的歌曲有大約每分鐘 90-120 拍的直線和穩定的節拍，4/4 拍號和強烈強調後拍，通常由小軍鼓或鼓機。 popper 演奏的爆音通常出現在每個節拍或不同的後拍上。 popper 還可以選擇更自由地跟隨音樂，例如將流行音樂與旋律或其他節奏元素的節奏同步。儘管重要的是要記住爆音應該與音樂的底鼓和軍鼓一致地進行，以免偏離其起源元素。

## 風格和技巧

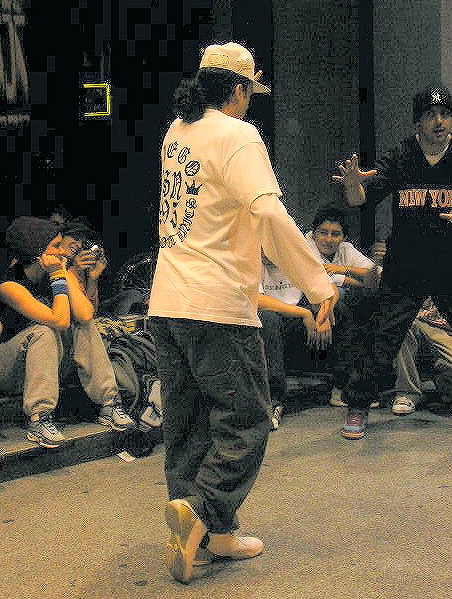
一名街舞舞者正在做出（月球漫步）的動作。

有許多技巧和風格和機械舞結合，以讓舞者能加強自己的舞蹈，並且能表現與眾不同的演出，這些技巧有許多在機械舞的範圍外是相當少見的。當廣義的使用「popping」這個定義時，這些也會被認作是popping的一部份。
- Animation
- Boogaloo/Electric boogaloo
- Bopping
- Cobra
- Crazy legs
- Dime stopping
- Egyptian Twist
- Fast foward
- Floating, gliding and sliding
- Fresno
- Old Man
- Puppet
- Robot
- Romeo Twist
- Scarecrow
- Slow motion
- Strobing
- Ticking
- Toyman
- Tutting/King Tut
- Neck o Flex
- Twist o Flex
- Master Flex
- Vibration
- Walk Out
- Waving
- Roll
- Hitting
- Shadow Box
- ET

## 名词解释
- The Pop

Pop就是一种你震动身体不同部位的动作，这是要靠你震动你的肌肉来达成的。这是非常需要韵律感的，而且需要配合popping风格的音乐，你可以靠着伸直你的手肘来做popping，你也可以将肩膀隆起来做popping，而身体的其它部位都保持直立。
- The Lock or Locking

Locking就是身体做一些很快的动作，然后在一个动作的时候停住，一个形容Locking动作最好的解释就是:你有玩过那种小小的齿轮玩具吗? 当你上紧发条让他动作时，他真的动的很快，可是发条松了，他又一下子马上停了下来，回到原状，这样看起来是不是很像Locking 呢?(编者按:个人认为Locking应该和Electric Boogie，Boogaloo分开，因为他给人的感觉并不是自然的，比较像是快速)
- The Tick

这个动作常被用来作为机器人舞的舞蹈中，是Electric Boogie中很重要的一个部分，这个动作给人一种错觉，就好像这个人天生就像机器一般，停下来或开始动作的时候都会有一个震动，做这个动作就是要靠震动肌肉，法国的喜剧演员叫这种动作是“Clique”。
- The Floats or Glides

Float或是 Glide给人 种错觉，好像你的脚再走路时有一种特定的程序，这个动作给人一种感觉好像你想往东走，但实际上你的脚却是往西走一样，最著名的舞步就是Michael Jackson 跳的“Moon Walk”，这是一个老的喜剧演员的把戏，就像明明要往前走却又往后退。
- The SlowMo

这个舞蹈动作做起来就像是你在电视上看到的慢动作回放一样，通常舞者会把这个动作和MOON WALK一起做。
- The Wave

这是从四肢开始的波浪的动作。他给人一种错觉就像是有一股看不见的力量穿过你的整个身体，从一个地方开始，穿过手掌，手臂，整个身体最后停在你的脚。波浪的动作是一个标准的动作，包含在每一个舞蹈的例行动作中。不像其它的舞蹈动作，这个动作是流畅连贯的动作，应该是有精神的或是充满律动感的。波浪的动作的确从Pop中截取了不少的风格，但是你和Pop做一个比较，做Pop时如果有一个路径环绕全身，做起来会更加顺畅。
- The Mannequin or Robot (Robotics)

这是一个以经存在很久的机械舞蹈风格，他就像是模仿一个展示用的假人在现实生活中动了起来，然后从Mannequin style中又分离出两个动作。一个动作是是舞者就像是被县牵引的傀儡一般，行动不自由，无法自主，人被其它人所牵引着，你可能曾在电视上看过喜剧演员做这样的表演，最经典的动作就是同手同脚向前移动，再表演中这笔不同手不同脚一起移动常被使用。另一个风格就是机器人，这个动作就是你的四肢做动作时被一个固定的速度所控制，然后突然停住或是用Tick停住，就像是只有机器才会做的动作。通常在一个时间里，你只移动身体的一个部分，做的就好像是你被一个计算机程序所控制住一样，动作要做的很制式化。Mannequin:这个字指的是展示用的假人模特儿。
- The King Tut (埃及皇)

这个动作就好像是挂在墙上埃及的壁画及宫殿般的感觉，它包含了摆手部的动作，肩膀和手轴成90度，你的前臂可能是上或下，弯曲或扭转，可能远离你或靠近你，然后你的手可能要循环的上下或是循环的扭转，这要和Tick一起做，就像机器人舞蹈的风格一样，每一个动作是分开的。
- The Lean

这又是另一个相当受欢迎的喜剧演员的花招，他给人一种错觉好像人倚靠着某一样东西，可是这样东西实际上却又不存在，就像看不见的钢琴就是一个例子。

## 著名popper
- Bionic
- Boogaloo Shrimp (aka Michael Chambers)[12]
- Mr. Wiggles (aka Steffan Clemente)[13]
- Nam Hyun Joon[14][15]
- Suga Pop[16]